# Zygmuntów (Warszawa)
Zygmuntów – osiedle w dzielnicy Rembertów w Warszawie. Wchodzi w skład obszary MSI Stary Rembertów.
Leży we wschodniej części dzielnicy Stary Rembertów. Dawna wieś rozpościerała się na zachód od dzisiejszej (2021) alei Sztandarów.

## Historia
Wieś Zygmuntów należała w latach 1867–1930 do gminy Okuniew w powiecie warszawskim. W 1921 roku Zygmuntów liczył 58 mieszkańców.
1 kwietnia 1930 Zygmuntów włączono do gminy Wawer w tymże powiecie.
20 października 1933 utworzono gromadę Zygmuntów-Magenta w granicach gminy Wawer, składającą się ze wsi Zygmuntów i Magenta.
1 kwietnia 1939 gromadę Zygmuntów-Magenta włączono do nowo utworzonego miasta Rembertów.
1 kwietnia 1957 miasto Rembertów, wraz z Zygmuntowem-Magentą, włączono do Warszawy.